# ヴィクター・ブルース (第9代エルギン伯爵)
第9代エルギン伯爵および第13代キンカーディン伯爵ヴィクター・アレグザンダー・ブルース（英: Victor Alexander Bruce, 9th Earl of Elgin, 13th Earl of Kincardine, KG, GCSI, GCIE, PC、1849年5月16日 - 1917年1月18日）は、イギリスの政治家、貴族。
インド総督（在職：1894年 - 1899年）や植民地大臣（在職：1905年 - 1908年）を務めた。

## 経歴
1849年5月16日、第8代エルギン伯爵ジェイムズ・ブルースの長男としてモントリオールで誕生する。母は初代ダーラム伯爵ジョン・ラムトンの娘ルイーザ。
1863年に父が死去し、第9代エルギン伯爵を襲爵した。イートン校を経てオックスフォード大学のベリオール・カレッジへ進学する。
1886年の第3次グラッドストン内閣で王室会計局長官と建設長官を務めた。
1892年に第4次グラッドストン内閣が発足すると、インド総督ランズダウン侯爵の任期切れ後にその後任となることが内定し、1894年10月に就任した。
イギリス領インド帝国の1895年度の財政赤字解消のため、5%の輸入関税導入を行ったが、本国の意向を汲んで綿繊維を課税対象から外した。インド世論の反発が強く、その翌年には綿繊維も課税対象としたが、その代わりにインド国内の綿繊維に5%消費税を課した。この露骨なイギリス国内産業保護措置にインド世論は「イギリスのインド統治はインド人の利益のためではなく、イギリス人の利益のために行われている」ことを再確認し、インド・ナショナリズムが高まっていった。
外交面では北西国境部族に対する拡張主義をとり、部族から強い反撃を受けた。1895年にはチトラルのアミール継承問題に介入してチトラルの反乱鎮圧に軍を派遣したが、これに対してワジリーやアフリディなど近隣部族が一斉に「イスラムの危機」として反乱に参加したため、大反乱と化した。エルギン卿は3万5000の兵力を動員して、2年かけて反乱を鎮圧することに成功したが、反乱鎮圧費が巨額に上り、インド財政を悪化させた。
また1896年から1897年にかけては大飢饉（ボンベイでは腺ペスト流行も）にも見舞われ、100万人のインド人が死亡している。エルギン卿は腺ペストの予防処置としてインド人の人権を無視した政策を次々と実施したため、この件でも反英闘争が激化した。
1905年12月にはキャンベル＝バナマン内閣の植民地大臣として入閣した。彼を補佐する植民地省政務次官は後の首相ウィンストン・チャーチルだった。チャーチルは当時から我が強く、彼の攻撃的な演説ばかりが世間から注目されたので、大臣のエルギン卿の影は薄かったという。しかしエルギン卿はチャーチルが20分も30分も自説を展開するのを辛抱強く聞き、話が終わると「私は反対である。許可しない」と述べて退けることも多かったという。
1907年4月から5月には自治領首相らを招いて植民地会議を主催し、自由党政権は自由貿易と自由な連邦による帝国を目指すことを宣言した。また植民地省内に自治領との関係を調整する新部署を設置することや、植民地会議を帝国会議と改称することも取り決めた。しかし関税問題については関税改革を希望する自治領が多く、一致を見なかった。
1908年4月にキャンベル＝バナマンが辞職するとともに植民地大臣を辞し、以降閣僚職に就くことはなった。
1917年1月18日に死去。長男のエドワード・ジェイムズが爵位を継承した。

## 栄典

### 爵位/準男爵位
1863年11月20日の父ジェイムズ・ブルースの死去により以下の爵位を継承した。
- 第9代エルギン伯爵 (9th Earl of Elgin)
(1633年6月21日の勅許状によるスコットランド貴族爵位)
- 第13代キンカーディン伯爵 (13th Earl of Kincardine)
(1647年12月26日の勅許状によるスコットランド貴族爵位)
- キンロスの第9代ブルース卿 (9th Lord Bruce of Kinloss)
(1633年6月21日の勅許状によるスコットランド貴族爵位)
- トーリーの第13代ブルース卿 (13th Lord Bruce of Torry)
(1647年12月26日の勅許状によるスコットランド貴族爵位)
- エルギンの第2代エルギン男爵 (2nd Baron Elgin, of Elgin)
(1849年11月13日の勅許状による連合王国貴族爵位)

### 勲章
- 1899年、ガーター勲章勲爵士（KG）
- スター・オブ・インディア勲章ナイト・グランド・コマンダー（GCSI）
- インド帝国勲章ナイト・グランド・コマンダー（GCIE）[3]

### その他
- 1886年、枢密顧問官（PC）
- 法学博士号（LLD）（グラスゴー大学名誉学位）
- 法学博士号（LLD）（ケンブリッジ大学名誉学位）
- 法学博士号（LLD）（エジンバラ大学名誉学位）
- 民事法学博士号（DCL）（オックスフォード大学名誉学位）
- 法学博士号（LLD）（アバディーン大学名誉学位）
- 法学博士号（LLD）（セント・アンドルーズ大学名誉学位）[3]

## 家族
1876年に初代サウスエスク伯爵ジェイムズ・カーネギーの娘コンスタンス・マリーと結婚し、彼女との間に以下の6男5女を儲けた。
- 第1子（長女） エリザベス・メアリー嬢（1877年 - 1944年）
- 第2子（次女）クリスティーナ・オーガスタ嬢（1879年 - 1940年）
- 第3子（三女）コンスタンス・ヴェロニカ嬢（1880年 - 1969年）
- 第4子（長男）第10代エルギン伯爵エドワード・ジェイムズ（1881年 - 1968年）
- 第5子（次男）ロバート閣下（1882年 - 1959年）
- 第6子（三男）アレグザンダー閣下（1884年 - 1917年）
- 第7子（四女）マージョリー嬢（1885年 - 1901年）
- 第8子（四男）大佐デイヴィッド閣下（1888年 - 1964年）
- 第9子（五女）レイチェル・キャサリン嬢（1890年 - 1964年）
- 第10子（五男）大尉ジョン・バーナード閣下（1892年 - 1971年）
- 第11子（六男）ヴィクター・アレグザンダー閣下（1897年 - 1930年）

1909年にコンスタンスと死別し、1913年にガートルード・シャーブルック（ウィリアム・シャーブルックの娘）と再婚し、彼女との間に以下の1子を儲けた。
- 第12子（七男） バーナード閣下（1917年 - 1983年）